# Kup prvoligaša
La Kup prvoligaša (coppa delle squadre di Prva liga) è stata la Coppa di Lega della Jugoslavia. In lingua slovena era chiamata Pokal prvoligašev.
Vi partecipavano 16 delle 18 squadre della massima divisione jugoslava. La manifestazione non va confusa con la Kup Maršala Tita, organizzata dalla FSJ e pertanto era aperta a tutte le squadre calcistiche (professionistiche e non) jugoslave.

## Storia
All'inizio degli anni '70 vi era una grande voglia di calcio nella Jugoslavia e questo portò i dirigenti della FSJ e della Udruženja klubova Prve savezne lige (l'Associazione dei club della Prva savezna liga) a creare nuove competizioni.

Nel 1969 nacquero la Superkup Jugoslavije, ovvero la supercoppa jugoslava a mettere di fronte le vincitrici del campionato e della coppa, e la Ljetna liga prvaka (Lega estiva dei campioni) riservata alle squadre che si erano laureate campioni di Jugoslavia.

Nel 1971 la fame di calcio portò alla nascita anche di un'altra competizione: la Kup prvoligaša, la Coppa di Lega (sulla falsariga di altre federazioni europee), destinata alle compagini della prima divisione.

Le squadre ammesse erano 16 e, dato che la Prva liga era composta da 18, si decise che le 2 neopromosse sarebbero state escluse.

La scarsa affluenza alle partite ed il fatto che spesso i club non giocassero con la formazione migliore, smorzarono rapidamente l'entusiasmo iniziale presente tra gli ideologi e i sostenitori di questa competizione, così la Coppa di Lega ebbe solo due edizioni: nel 1971-72 e nel 1972-73.

## Albo d'oro
| Anno    | Vincitore     | Risultato | Finalista     |
| ------- | ------------- | --------- | ------------- |
| 1971-72 | Sloboda Tuzla | 1–0       | Željezničar   |
| 1972-73 | Stella Rossa  | 0–0 e 2–0 | Sloboda Tuzla |

## Edizioni

### 1971-72
- Ottavi di finale:

La prima edizione iniziò con le partite degli ottavi di finale il 25 agosto 1971. La sorpresa di questo round della competizione è stata attuata dai calciatori dello Sloboda Tuzla, che allo Stadio Tušanj hanno surclassato la Stella Rossa per 4-1. Il giocatore della partita è stato il triplettista Časlav-Čaki Jevremović. I padroni di casa erano già in vantaggio per 3-0 al 34' (Džemal Cerić e Jevremović doppietta), Stanislav Karasi ha ridotto lo scarto cinque minuti dopo, ma al 72' Jevremović ha chiuso i conti.

Altro match di cartello era allo Stadio Stari Plac fra Hajduk Spalato e Dinamo Zagabria, entrambe provenienti da una sconfitta all'esordio in campionato. Hanno vinto i padroni di casa per 3-1, sebbene gli azzurri siano andati in vantaggio con Josip-Jolet Lalić al 17'. Risultato poi ribaltato da Petar Nadoveza (doppietta al 21' e al 29') e Miroslav Bošković fissando il risultato finale all'ultimo minuto del primo tempo.

Gli altri risultati del primo turno: Vojvodina-Partizan 2-1, Olimpija-OFK Belgrado 4-2, Borac-Celik 2-0, Sarajevo-Velez 3-1, Radnički Niš-Maribor 1-0 e Radnički Kragujevac-Željezničar 1-3.
- Quarti di finale:

I quarti di finale si sono giocati l'8 settembre 1971. L'Hajduk ha eliminato la squadra di casa del Radnički con un risultato minimo a Niš, e l'unico gol è stato segnato da Ivan Hlevnjak, che è stato il più lesto a ribattere in rete dopo che il portiere Tome Dimitrovski ha respinto corta la palla tirata dalla distanza.

Lo Sloboda ha trionfato sull'Olimpija a Tušanj per quattro reti a zero, grazie alle doppiette di Muhamed Glavović e Petar Slavkić.

Spettacolo allo Stadio Koševo di Sarajevo: il Borac era in vantaggio per 3-1 all'intervallo, ma nella ripresa lo Željezničar ribalta il risultato con quattro reti. Le reti dello Željo sono opera di Boško Janković (tripletta) e Josip Bukal (doppietta), e nulla ha potuto il portiere Marijan Jantoljak.

La Vojvodina è diventata la quarta semifinalista con un trionfo sul Sarajevo.
- Semifinali:

Il 17 novembre 1971 era riservato alle semifinali. L'Hajduk ha ospitato lo Sloboda e lo Željezničar ha ospitato la Vojvodina.

La squadra di Spalato ha costretto lo Sloboda nella sua area, ha collezionato ben 20 calci d'angolo, ma a segnare sono stati gli ospiti con un tiro improvviso di Fuad Mulahasanović da 25 metri al 16'. Il portiere dei "bianchi", Radomir Vukčević, non ha reagito al meglio e la palla è rotolata oltre la linea della porta. Tutti i tentativi di Spalato sono stati vanificati con successo dalla difesa rossonera, guidata dal portiere Rizah Mešković.

Nella seconda semifinale al Koševo, lo Željezničar ha impiegato molto tempo per spezzare la resistenza della Vojvodina. Solo al 55' Edin Sprečo ha perforato per la prima volta la rete del portiere Rajko Kovačević, e il risultato finale è stato fissato da Blagoje Bratić a due minuti dalla fine.
- Finale:

Nella finalissima, giocata il 1º dicembre 1971 al Tušanj davanti a 800 spettatori (ma qualche fonte ne indica 10mila), lo Sloboda ha festeggiato il trionfo degno del trofeo del vincitore della prima edizione della Coppa di Lega con un gol di Jusuf Hatunić al 49'.
| Squadra 1           | Risultato | Squadra 2        |
| ------------------- | --------- | ---------------- |
| OTTAVI              |           |                  |
| Borac Banja Luka    | 2 – 0     | Čelik Zenica     |
| Hajduk Spalato      | 3 – 1     | Dinamo Zagabria  |
| Olimpia Lubiana     | 4 – 2     | OFK Belgrado     |
| Sarajevo            | 3 – 1     | Velež Mostar     |
| Radnički Kragujevac | 1 – 3     | Željezničar      |
| Radnički Niš        | 1 – 0     | Maribor          |
| Sloboda Tuzla       | 4 – 1     | Stella Rossa     |
| Vojvodina           | 2 – 1     | Partizan         |
| QUARTI              |           |                  |
| Radnički Niš        | 0 – 1     | Hajduk Spalato   |
| Sloboda Tuzla       | 4 – 0     | Olimpia Lubiana  |
| Vojvodina           | ?         | Sarajevo         |
| Željezničar         | 5 – 3     | Borac Banja Luka |
| SEMIFINALI          |           |                  |
| Hajduk Spalato      | 0 – 1     | Sloboda Tuzla    |
| Željezničar         | 2 – 0     | Vojvodina        |
| FINALE              |           |                  |
| Sloboda Tuzla       | 1 – 0     | Željezničar      |

```
Finale Kupa prvoligaša
[
4
]

Tuzla
, 01.12.1971. 
Stadio Tušanj
, spettatori 10000. Arbitro: Vlada Đurđević

Sloboda
 - 
Željezničar
 1-0

Marcatore: 49' Hatunić 

SLOBODA:
 Mešković, Fazlić, Jovičić, Avdičević, Pašić, Hatunić, Alibegović, Subašić (Cerić), Jusić, Jevremović, Nalić. Allenatore: Josip Duvančić

ŽELJEZNIČAR:
 Janjuš, Hrvat, Bećirspahić, D. Kojović (Sprečo), Katalinski, Hadžiabdić, Jelušić (S. Kojović), Janković, Bukal, Bratić, Deraković. Allenatore: Milan Ribar
```

### 1972-73
- Ottavi di finale:

Le partite degli ottavi di finale della seconda edizione si giocarono il 6 e 7 settembre 1972. La Stella Rossa ha battuto in modo convincente lo Željezničar (4-0), finalista dell'edizione precedente. I marcatori furono Vojin Lazarević, Mile Novković, Slobodan Janković e Jovan Aćimović.

Quando Vahid Halilhodžić segnò il 3-0 al 52', sembrava ormai fatta per il Velež. Ma l'Hajduk non demorse, e con Ivica Šurjak e Mićun Jovanić si portò sul 3-2, quindi si gettò all'attacco alla ricerca del pareggio. Invece Franjo Vladić approfittò di un contropiede all'ultimo minuto per servire Vukčević per il definitivo 4-2.

A Tuzla lo Sloboda superò la Dinamo per 2-1, mentre il Partizan batté il Čelik Zenica 3-1, lo stesso risultato del OFK sulla Vojvodina a Karaburma. I successi in trasferta furono quelli del Vardar a Banja Luka e del Sarajevo contro il Sutjeska a Nikšić.

Secondo le proposte di questa competizione, in caso di pareggio dopo 90 minuti, si andava direttamente ai tiri di rigore. Questo avvenne per la prima volta a Niš nella sfida Radnički-Olimpija: dopo lo 0-0, a prevalere fu il "Real della Nišava" per 3-2 ai rigori.
- Quarti di finale:

Le partite dei quarti di finale si sono svolte il 12 e 18 novembre 1972. Due gare sono finite ai rigori: Velež e Partizan (quest'ultimo in trasferta) hanno superato rispettivamente OFK e Sarajevo.

A Skopje la partita si sbloccò nel secondo tempo: vantaggio della Stella Rossa con Aleksandar Panajotović al 54', pareggio di Boro Uzunov quattro minuti dopo e vantaggio definitivo di Stanislav Karasi a otto minuti dalla fine.

Nell'ultimo quarto lo Sloboda ottenne in casa una convincente vittoria per 3-0 sul Radnički Niš davanti a quattromila spettatori; questo fu il sesto successo consecutivo dei rossoneri in questa competizione.
- Semifinali:

Le semifinali erano in programma il 25 febbraio 1973, ma il derby eterno al Marakana è stato rinviato per campo impraticabile. L'altra partita si è svolta regolarmente: a Mostar lo Sloboda superò il Velež ai rigori.

L'8 marzo 1973 si recuperò la gara rinviata e, di fronte a 10mila spettatori, la Stella Rossa festeggiò un 4-3 sugli eterni rivali del Partizan. I biancorossi hanno aperto le marcature, il Partizan è andato in vantaggio due volte, e il trionfo della "Zvezda" è stato portato da Aleksandar Panajotović al 73'.
- Finali:

In questa edizione la finale era su due gare. La prima, a Tuzla il 28 marzo 1973, si concluse senza reti; la seconda, il 4 aprile 1973, vide il successo della Stella Rossa sullo Sloboda per 2-0, grazie alle reti di Vladislav Bogićević e Slobodan Janković.
| Squadra 1        | Risultato       | Squadra 2       |
| ---------------- | --------------- | --------------- |
| OTTAVI           |                 |                 |
| Stella Rossa     | 4 – 0           | Željezničar     |
| Velež Mostar     | 4 – 2           | Hajduk Spalato  |
| Sloboda Tuzla    | 2 – 1           | Dinamo Zagabria |
| Partizan         | 3 – 1           | Čelik Zenica    |
| OFK Belgrado     | 3 – 1           | Vojvodina       |
| Borac Banja Luka | 0 – 2           | Vardar          |
| Sutjeska         | 0 – 1           | Sarajevo        |
| Radnički Niš     | 0 – 0 (3-2 dtr) | Olimpia Lubiana |
| QUARTI           |                 |                 |
| Velež Mostar     | 1 – 1 (4-3 dtr) | OFK Belgrado    |
| Sarajevo         | 3 – 3 (4-5 dtr) | Partizan        |
| Vardar           | 1 – 2           | Stella Rossa    |
| Sloboda Tuzla    | 3 – 0           | Radnički Niš    |
| SEMIFINALI       |                 |                 |
| Velež Mostar     | 1 – 1 (4-5 dtr) | Sloboda Tuzla   |
| Stella Rossa     | 4 – 3           | Partizan        |

| Squadra 1     | Totale | Squadra 2    | Andata | Ritorno |
| ------------- | ------ | ------------ | ------ | ------- |
| FINALE        |        |              |        |         |
| Sloboda Tuzla | 0 – 2  | Stella Rossa | 0 – 0  | 0 – 2   |

```
Andata finale Kupa prvoligaša
[
6
]

Tuzla
, 28.03.1973. 
Stadio Tušanj
, spettatori 10000. Arbitro: Milivoje Gugulović

Sloboda
 - 
Stella Rossa
 0-0

SLOBODA:
 Mešković, Fazlić, Jovičić, Avdičević, Alibegović, Jevremović, Nalić, Mulahasanović, Slavkić, Hukić, Subašić (Geca). Allenatore: Josip Duvančić

STELLA ROSSA:
 Dujković, Krivokuća, Bogićević, Pavlović, Dojčinovski, Keri, Janković, Filipović, Lazarević, Aćimović, Petrović. Allenatore: Miljan Miljanić
```

```
Ritorno finale Kupa prvoligaša
[
7
]

Belgrado
, 04.04.1973. 
Stadio Stella Rossa
, spettatori 1000. Arbitro: Milivoje Gugulović
Marcatori: 2' Janković, 26' Bogićević

Stella Rossa
 - 
Sloboda
 2-0

STELLA ROSSA:
 O. Petrović, Krivokuća, Bogićević, Pavlović, Dojčinovski, Keri (Đorić), Janković, Karasi, Lazarević (Panajotović), Aćimović, Petrović. Allenatore: Miljan Miljanić

SLOBODA:
 Mešković, Fazlić, Jovičić, Avdičević, Mulahasanović, Alibegović, Nalić, Jašarević (Jevremović), Slavkić (Hukić), Geca, Subašić. Allenatore: Josip Duvančić
```